# عرف قذالي ظاهر
العرف القذالي الظاهر (بالإنجليزية: External occipital crest)‏ هو جزء من القسم الخارجي لصدفة العظم القذالي.